# Rhinacanthus virens
Rhinacanthus virens là một loài thực vật có hoa trong họ Ô rô. Loài này được (Nees) Milne-Redh. miêu tả khoa học đầu tiên năm 1956.